# Géophysique interne
 (juin 2020).
Si vous disposez d'ouvrages ou d'articles de référence ou si vous connaissez des sites web de qualité traitant du thème abordé ici, merci de compléter l'article en donnant les références utiles à sa vérifiabilité et en les liant à la section « Notes et références ».
La géophysique interne est une discipline qui se trouve au carrefour d'un certain nombre de sciences, telles que la physique, l'astronomie, la géodésie, la géologie et la géochimie. Depuis peu, les limites entre la tectonophysique, branche de la géophysique interne, et la géologie structurale, branche de la géologie, se sont estompées de plus en plus. L'envoi de sondes vers d'autres planètes et leurs satellites, depuis le milieu des années 1960, a eu comme résultat de faire de la science qui s'occupe de l'étude des planètes, la planétologie, une branche de la géophysique. En outre, la géophysique interne échange des méthodes d'investigation du sous-sol avec la géophysique appliquée, discipline qui relève du domaine de l'ingénieur et qu'il convient de ne pas confondre avec la géophysique interne proprement dite, les buts poursuivis par les deux disciplines et les champs d'investigation, la Terre dans son ensemble d'une part, les parties les plus externes de la croûte terrestre d'autre part, n'étant pas les mêmes. En fait, la géophysique appliquée utilise diverses techniques géophysiques en vue de la recherche systématique de nouveaux gisements d'hydrocarbures et de minerais utiles. Au départ, la prospection géophysique empruntait essentiellement ses méthodes aux diverses branches de la géophysique interne (sismologie, gravimétrie, géomagnétisme, géothermie, etc.), avant qu'elle ne développe elle-même des techniques qui, transposées de manière adéquate, peuvent s'utiliser avec profit en géophysique interne. Il existe, par ailleurs, des relations privilégiées entre la sismologie, branche concernant le géophysicien, et le génie parasismique, branche qui est du ressort de l'ingénieur.
Cela étant dit, les buts essentiels de la géophysique interne sont d'arriver à une connaissance détaillée de la structure et de la composition de l'intérieur de la Terre et des autres corps planétaires du système solaire, de dégager les causes et le mécanisme des phénomènes tectoniques qui en modifient la morphologie de la surface, et de comprendre l'évolution de la Terre depuis sa formation, dans le cadre du système planétaire dans son ensemble.

## La modélisation et ses limites
Une difficulté fondamentale de la géophysique interne est l'impossibilité d'aller étudier sur place la structure et la composition de l'intérieur de la Terre ou des planètes : en dessous d'une très mince pellicule superficielle, le matériau devient totalement inaccessible à des méthodes d'échantillonnage direct. En effet, le forage le plus profond à ce jour, effectué au moyen de techniques de pointe dans la presqu'île de Kola (Russie), a atteint à peine dix-sept kilomètres de profondeur, soit moins de trois pour mille du rayon terrestre. Il est vrai que du matériau de plus grande profondeur trouve parfois son chemin vers la surface à travers des cheminées volcaniques, ainsi que par des processus de rupture ou de collision de plaques tectoniques, mais les matériaux de grande profondeur qu'on peut ainsi récolter et analyser au laboratoire ont été transformés lors de leur migration vers la surface et ne constituent plus guère de fidèles témoins de la composition réelle.
On est ainsi amené à utiliser des informations recueillies à la surface ou à l'extérieur de la Terre, en général des données intégrales telles que la masse, le moment d'inertie, les vitesses apparentes d'ondes sismiques, les périodes d'oscillations libres, les valeurs du champ de pesanteur ou du champ géomagnétique, etc., pour déterminer la constitution interne au moyen d'une méthode d'inversion adéquate. La résolution de ce problème géophysique inverse ne détermine pas de manière univoque la constitution de la Terre. En termes mathématiques, il s'agit ainsi de résoudre un problème de conditions aux limites mal posé dont la solution n'est pas unique. En fait, la technique d'inversion fait appel à une modélisation préalable : on construit d'abord un modèle de Terre suffisamment détaillé pour les études que l'on a en vue. À l'aide de ce modèle de départ on calcule des valeurs théoriques pour les paramètres observables, que l'on compare aux valeurs réellement observées. On se sert alors des différences constatées pour transformer le modèle de départ de manière à rendre minimum la somme des carrés des différences entre nouvelles valeurs théoriques et valeurs observées, produisant ainsi en quelque sorte le meilleur modèle possible compte tenu des données dont on dispose et des hypothèses qu'on accepte pour construire le modèle de départ.
Souvent une information nouvelle ne fait que rétrécir la gamme des modèles possibles. Toutefois, on admet implicitement que lorsqu'on dispose d'un ensemble suffisamment étendu d'informations distinctes, on aboutit à un modèle qui constitue une image acceptable de la constitution globale de la Terre, étant donné que la plupart des infimes détails de structure resteront à jamais inconnus. Telle est la situation actuelle en ce qui concerne la structure mécanique de la Terre. Par contre, un modèle précis de sa structure thermique fait encore défaut, de même d'ailleurs qu'un modèle précis de ses propriétés électriques et magnétiques.

## Modèles géophysiques
Historiquement, on peut distinguer quatre types de modèles terrestres. Les premiers modèles à voir le jour étaient des modèles terrestres astro-géodésiques. Ceux-ci ont surtout été développés au cours du XIXe siècle. Ensuite, depuis le début du XXe siècle, on construit des modèles sismologiques statiques, dont le modèle PREM, paru en 1981, qui sert toujours de référence provisoire pour les modèles de Terre à symétrie sphérique. En 1984 sont apparus les premiers modèles dynamiques tridimensionnels, basés sur la tomographie sismique. Le quatrième type est fourni par les modèles évolutifs, dont certaines ébauches existent déjà dans la littérature géophysique et qui constitueront, à coup sûr, un sujet de recherche important dans les années à venir. 

#### En français
- M. Cara (1989). Géophysique, Dunod-Bordas « Géosciences », Paris.  (ISBN 2-04-012340-7).
- A. Cazenave & K. Feigl (1994). Formes et mouvements de la Terre, Belin-CNRS Éditions, Paris.  (ISBN 2-271-05233-5).
- J. Dubois & M. Diament (1997). Géophysique, Masson, Paris.  (ISBN 2-225-83033-9).
- B.F. Howell (1969). Introduction à la géophysique, Masson, Paris. [Manuel de référence sur la géophysique interne avant l'avènement de la théorie des plaques tectoniques. Reste intéressant à condition de consulter aussi des textes récents, par exemple le livre en anglais de C.M.R. Fowler (voir ci-dessous).]
- P. Mechler (1982). Les méthodes de la géophysique, Dunod-Bordas « Dunod Université », Paris.  (ISBN 2-04-010414-3).
- H.-C. Nataf & J. Sommeria (2000). La physique et la Terre, Belin-CNRS Éditions, Paris.  (ISBN 2-271-05740-X).
- Jean Paul Poirier, Les Profondeurs de la terre, Masson, coll. « Cahiers des sciences de l'univers », 1997, 2e éd., 140 p. (ISBN 978-2-225-85223-7).

#### En anglais
- D.L. Anderson (1989). Theory of the Earth, Blackwell Scientific Publications, Oxford.  (ISBN 978-0-521-84959-3).
- K.E. Bullen (1975). The Earth's Density, Chapman & Hall, London.  (ISBN 0-412-10860-7).
- K.E. Bullen & B.A. Bullen (1985). An Introduction to the Theory of Seismology (Fourth Edition), Cambridge University Press, Cambridge.  (ISBN 0-521-29686-2).
- C.M.R. Fowler (1990). The Solid Earth (An Introduction to Global Geophysics), Cambridge University Press, Cambridge.  (ISBN 0-521-38590-3).
- B. Gutenberg, editor (1951). Internal Constitution of the Earth, Dover Publications, New York. [Ce volume, bien que très ancien, contient encore beaucoup d'informations valables et permet de se faire une idée de la façon de dégager lentement les grandes unités structurales de la Terre, dans la première moitié du XXe siècle.]
- H. Jeffreys (1970). The Earth — Its Origin, History and Physical Constitution (Fifth Edition), Cambridge University Press, Cambridge.  (ISBN 0-521-07278-6). [Avant-dernière édition de la bible de haut niveau écrite pour les géophysiciens internes par l'un des géophysiciens les plus connus du XXe siècle, même s'il ne s'est jamais rallié à la théorie des plaques lithosphériques).]
- J.-P. Poirier (1991). Introduction to the Physics of the Earth's Interior, Cambridge University Press, Cambridge.  (ISBN 0-521-38801-5).
- P.J. Smith (1973). Topics in Geophysics, The Open University Press, Milton Keynes, U.K.  (ISBN 0-335-02350-9).
- F.D. Stacey (1992). Physics of the Earth (Third Edition), Brookfield Press, Brisbane, Australia.  (ISBN 0-646-09091-7). [Un texte sur la géophysique interne.]